# 후기 발생
후기 발생은 배엽이 형성된 후 기관이 발달하고 생장하여 하나의 개체가 되는 발생 과정이다.

## 기관 형성
신체의 모든 기관은 외배엽·중배엽·내배엽의 3배엽 중, 어느 것인가에서 형성된다. 한편, 각 배엽에서 만들어지는 조직이나 기관의 종류는 동물의 종류에 관계 없이 대체로 일정하다.

## 신경배

외배엽의 함입과 신경관의 형성

척추동물은 낭배기를 지나면 원구 부근에서 동물극 쪽, 즉 배의 등쪽인 외배엽에 원구와 반대 방향으로 신경판이 생긴다. 얼마 후에는 신경판의 양쪽 가장자리가 주름 모양으로 솟아오르고 중앙이 약간 패어져 신경홈이 되면서 마침내는 좌우의 주름이 서로 맞닿아 관모양이 되는데, 이것을 신경관이라고 한다. 이 신경관의 앞끝은 약간 부풀어져서 뇌가 되고, 여기에 이어지는 가느다란 부분은 척수가 된다. 뇌척수 신경계가 관상 신경계라 불리는 것은 이러한 이유 때문이며, 성체가 되어도 뇌와 척수의 중앙은 빈 통로로 이어진다. 이렇게 하여 신경계의 중심부가 생기고, 좀더 시기가 지나면 말초신경과 여러 가지 신경이 외배엽으로부터 만들어진다. 신경관이 형성되는 시기의 배를 신경배라고 하며, 이 시기에 배의 앞(원구와 반대쪽)과 뒤, 등 '신경관이 생기는 쪽'과 복부와 같은 체제의 기본이 형성된다. 또한 외배엽에서는 이 밖에도 체표와 감각 기관 및 그 부속 기관이 만들어진다.

## 내장의 형성
신경배는 그 내부에서도 커다란 변화가 일어난다. 즉, 중배엽 중에서 신경관의 바로 밑부분이 앞뒤로 길게 뻗는 척색이 된다. 또, 척색 양쪽에 있는 중배엽의 일부는 몸 분절인데, 이것이 신경관과 척색을 에워싸고 척추가 된다. 한편, 신경배의 내배엽은 양쪽 벽이 위쪽으로 뻗어 중앙에서 합쳐지므로 원장을 둘러싸며 소화관이 된다. 소화관의 앞끝을 향하여 표면으로부터 외배엽이 들어가 구멍이 뚫려서 입이 되고, 소화관의 뒤쪽으로 항문이 생긴다. 또 소화관 벽이 부풀어서 간과 이자가 된다. 척색 양쪽의 중배엽 일부는 배쪽을 향해 아래쪽으로 뻗으면서 측판이 된다. 측판은 나중에 안쪽과 바깥쪽으로 갈라지는데, 바깥쪽 측판은 외배엽에서 유래된 피부를 안에서 받치는 형태로 체벽의 근육이 되고, 안쪽의 측판은 소화관에 접하여 내장의 근육과 장막이 된다. 안팎 측판 사이의 빈곳은 체강이 된다.

## 배막 형성

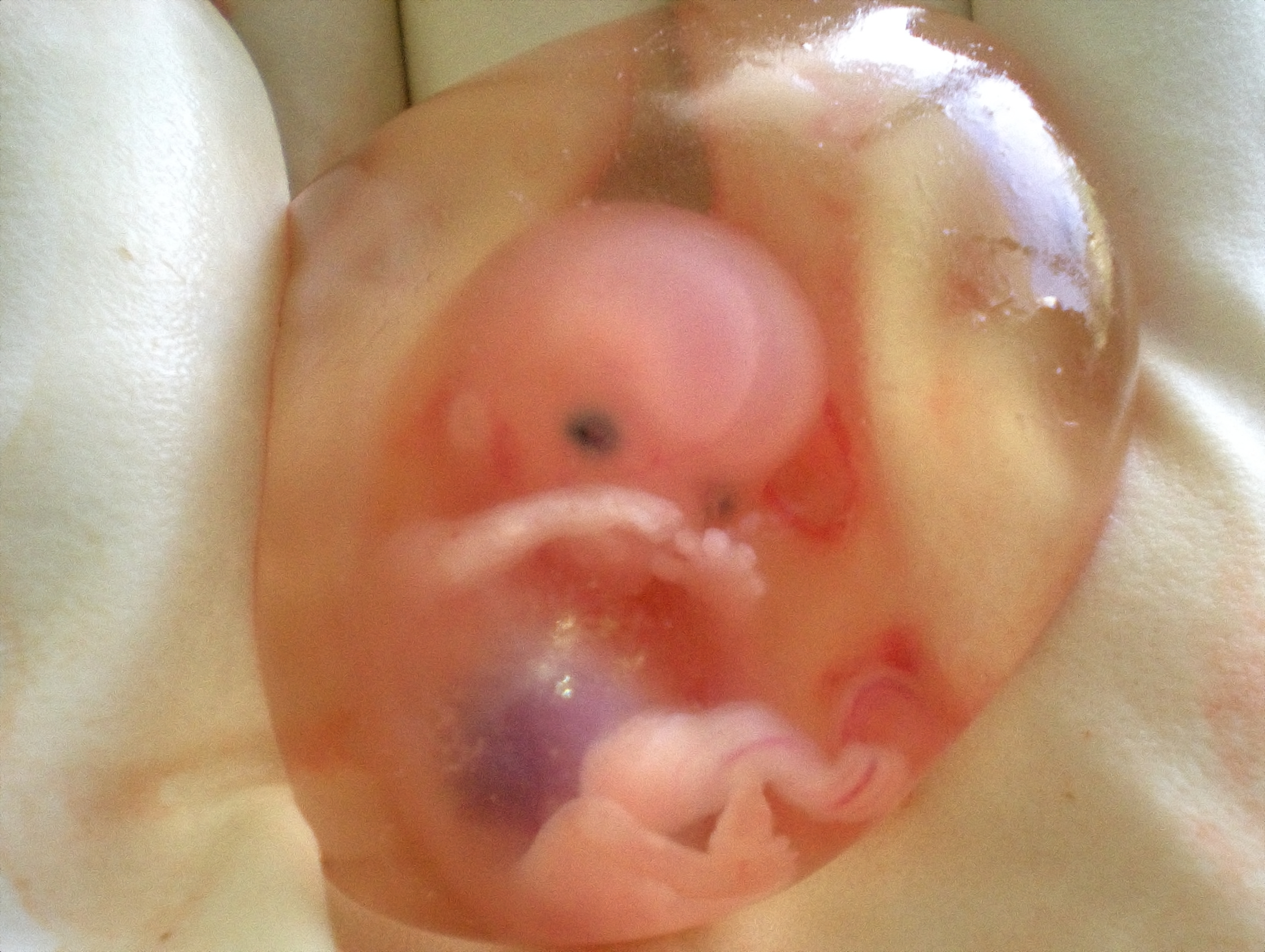
임신 10주의 사람 태아
양막과 태반이 보인다

척추동물은 배를 둘러싸는 배막이 발달하여 발생상 중요한 작용을 한다. 배막의 구조와 기능은 동물의 종류에 따라 다르다.
파충류·조류·포유류는 배의 외배엽과 중배엽의 일부가 각각 막상(膜狀)으로 배 주위에 퍼져나와 배를 이중으로 감싸는 배막이 된다. 이 때 배를 둘러싸는 가장 바깥쪽의 막을 '장막', 안쪽의 막을 '양막'이라고 한다. 파충류·조류·포유류와 같이 양막을 지니고 있는 종류는 '유양막류'라고 하는데 비해, 어류와 양서류와 같이 양막이 없는 종류는 '무양막류'라고 한다. 양막 속에는 양수라고 하는 액체가 들어 있어서, 배는 이 양수 속에 떠 있듯이 하여 보호된다.
한편, 내배엽성인 배막이 뻗어 난황낭이 되는데, 이 난황낭은 난황을 싸는 주머니로서 배에 양분을 공급하며, 특히 조류에서 크게 발달되어 있다. 중배엽과 내배엽에서 생긴 요막은 길게 뻗어 장막과 양막 사이에 요낭을 만든다. 파충류와 조류에서 요막은 장막과 결합하여 장뇨막이 되는데, 이것은 알껍질 밑에 크게 퍼지며, 혈관이 많이 분포되어 있어서 배의 호흡 기관으로서의 기능을 지닌다. 특히 포유류에서는 요막이 발달하여, 일부에서 장막과 합쳐져 태반을 형성한다. 태반을 형성하고 있는 장막 외부에는 융털 돌기가 촘촘하게 있으며, 거기에 요막 혈관이 분포되어 있다. 이 요막 혈관과 난황낭 혈관이 합쳐져서 탯줄이 형성되는데, 이 탯줄을 통하여 태아와 모체와의 사이에 양분 공급·가스 교환·노폐물 배설 등이 이루어진다. 이와 같은 배막 구조와 기능은 어류에서 고등 동물에 이르기까지 그 발달 단계가 다르다.

## 난생과 태생
체외 수정을 하는 동물은 모두 물 속이나 물가에서 살며 난생을 한다. 체내 수정을 하는 동물은 난생·난태생·태생을 하는 것이 있다. 난생을 하는 동물은 알을 그대로 낳고, 난태생을 하는 것은 모체 내에서 알을 부화시켜 새끼를 낳는다. 또 태생을 하는 동물은 모체 내의 태반으로부터 영양을 공급받아 어느 정도 성장한 새끼를 낳는다.

### 난생과 부화

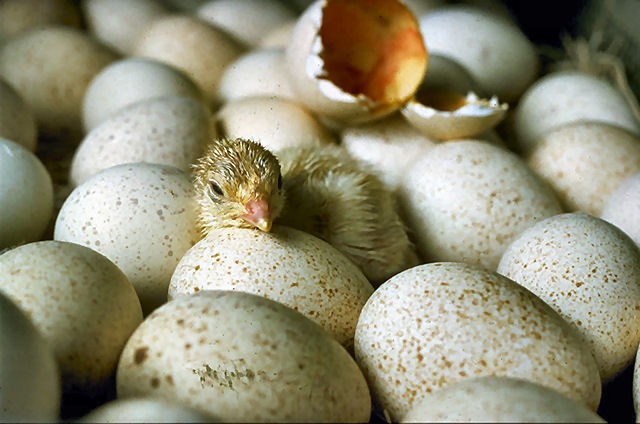
닭의 부화

모체의 몸 밖으로 나온 개체가 모체와는 관계 없이 알 자체의 양분만을 가지고 태어날 때 이것을 '난생'이라고 한다. 교미를 하지 않는 종류는 산란 후에 몸 밖에서 수정이 이루어지므로 알 자체에서 발생이 진행되지만, 체내 수정을 하는 종류에서는 모체와 배와의 사이에서 여러 가지 관련성을 볼 수 있다. 예를 들면, 체내 수정을 하는 파충류와 조류는 이미 모체 안에서 어느 정도 발생이 진행된 상태의 알을 낳는데, 이 알은 어미의 체내에서 부화하는 일은 없다. 대부분의 알은 주위의 수정막과 수란관 입구에서 분비되는 물질에 둘러싸여 보호된다. 예를 들면, 고둥, 지렁이, 갑각류 등에서는 난각선으로부터 나온 분비물이 굳어져 알껍질이 만들어진다. 또한, 파충류와 조류의 알껍질도 수란관에 있는 샘에서 분비된 물질에 의해 형성된다. 한편, 발생이 진행되면 배는 알에서 나오는데, 이것을 부화라고 한다. 성게는 포배기에 배의 표면에 융털이 생겨 수정막 속에서 회전 운동을 시작하고, 얼마 후 수정막의 일부가 파열되어 새끼가 밖으로 나온다.

### 태생과 난태생

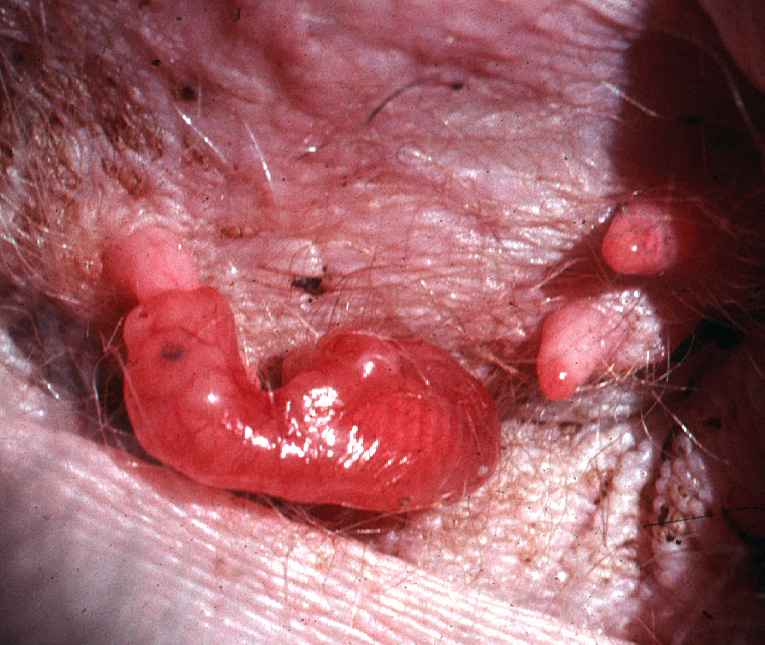
갓 태어난 캥거루

수정란이 모체의 태반 안에서 모체로부터 양분을 공급받아 태어나는 것을 '태생'이라고 한다. 캥거루 등의 유대류도 태생이나, 이것은 태반의 발달이 매우 나빠서 배가 충분히 발달할 때까지 자궁 내에 머물러 있을 수가 없으므로 미숙한 새끼를 낳는다.
한편, 진딧물의 어떤 종류와 우렁이를 비롯한 소수의 무척추동물은 모체의 체내에서 부화한 다음 태어나는데, 이 경우는 환도상어·노랑가오리·망상어·살무사·유럽장지뱀 등에서도 볼 수 있다. 이들 동물에서는 수란관의 일부가 커져서 자궁이라고 불릴 만큼 분화하는 일이 있다. 이와 같이 태반이 형성되지 않고, 다만 모체의 몸 안에서 부화만 하여 새끼가 태어나는 것을 '난태생'이라고 한다.
난태생을 하는 동물의 경우, 배는 자신의 난황으로부터 양분을 섭취하는데, 다른 배가 죽은 것을 흡수하거나 난소와 수란관으로부터의 분비물을 양분으로 흡수하기도 한다. 이러한 이유 때문에 아가미와 소화관의 일부가 크게 되고 혈관이 치밀하게 분포하여 흡수를 하는 배기관을 지니는 것도 있다.

## 유생과 변태

나비의 한살이
번데기 과정을 거치는 완전 변태를 한다.

동물 중에는 생장하면서 성체로 되기까지 심한 형태 변화를 거치는 것이 있는데, 이러한 과정을 변태라고 한다. 변태는 무척추동물에서 널리 볼 수 있으며, 성체와 모양이 다른 유생은 동물의 종류에 따라 특징적이다. 알에서 깨어난 유충은 성체와 모양이 전혀 달라, 날개의 원기(原基)는 밖으로 나오지 않으며 먹이를 먹지 않고 운동이 활발하지 않은 번데기를 거쳐 성충이 되는 과정이 있는데, 이것을 '완전 변태'라고 한다. 완전 변태는 나비목·집게벌레·파리목·벌목 등의 곤충에서 볼 수 있다. 또 유충 때 날개의 원기가 밖으로 나오는 외시(外翅) 곤충은 유충이 탈피하여 나이를 먹을 때마다 성충에 가까워지고 번데기 시기를 거치지 않는데, 이러한 변태를 '불완전 변태'라고 한다. 불완전 변태를 하는 동물은 노린재목·밑들이목·잠자리목 등에서 볼 수 있다.

## 생장
동물의 생장은 세포 분열에 의한 세포수의 증가로 일어나는데, 그 양상을 두 가지 형으로 나눌 수 있다. 즉, 대부분의 동물은 계속 생장을 하는데, 어릴 때는 생장 속도가 빠르고, 얼마 동안 자라면 생장이 정지된다. 이와 같은 생물의 시간적 변화를 그래프로 나타내면 S자 모양이 되는데, 이것을 '생장 곡선'이라고 한다. 그러나 예외적으로 무척추동물과 어류, 파충류 중에는 죽을 때까지 생장이 계속되는 것도 있다.
한편, 급속한 생장과 정지가 주기적으로 반복되는 것이 있다. 예를 들면, 곤충이나 갑각류는 몸이 단단한 외골격으로 싸여 있기 때문에, 탈피하는 시기에만 생장이 일어난다. 즉, 탈피 시기가 가까워지면, 낡은 외골격 밑에 새로운 피부가 생기고 겉의 낡은 피부를 벗게 되는데, 이 때 새로운 피부가 급속히 자라서 생장하게 된다. 게·새우·가재 등의 갑각류는 탈피가 가까워지면 낡은 피부에서 칼슘을 흡수하여 체내에 저장해 두었다가 탈피 후 새로운 피부에 다시 침착시킨다. 이와 같이 탈피를 하는 동물은 계단 모양의 생장 곡선을 이룬다.
동물이 생장할 때는 몸의 각 부분이 똑같은 비율로 자라는 것이 아니고, 몸의 부분에 따라 생장 속도가 다르다. 이와 같이 몸의 각 부분이 일정한 비율로 생장하는 것을 '상대 생장'이라고 한다.

## 같이 보기
- 발생
- 발생학
- 발생생물학
- 초기 발생

## 추가 문헌
- 러시아, 태아 뇌의 내분비 기관 기능에 대한 연구[깨진 링크(과거 내용 찾기)] 글로벌테크 코리아
- 성장하는 태아 - 임신중기, 순천향대학교병원 산부인과

## 참고 문헌
- Pulves 외, 이광웅 외 역, 생명 생물의 과학, 2006, 교보문고, ISBN 89-7085-516-5